# Claudia Gobbato
Claudia Gobbato (Vizzolo Predabissi, 19 gennaio 1987) è un'ex politica italiana.

## Biografia
Comincia la sua militanza nella Lega Nord ai tempi del liceo socio-psico-pedagogico.
Dopo essere stata coordinatrice provinciale, commissario nazionale e responsabile organizzativo federale dei Giovani Padani, membro del Consiglio direttivo nazionale per la Lega Lombarda della zona di Crema e membro dello staff dell'Assessorato Regionale alla Cultura, alle elezioni politiche del 2018 è eletta alla Camera dei deputati. È membro della Commissione Parlamentare per l'Infanzia e l'Adolescenza e della Commissione Ambiente, Territorio e Lavori Pubblici.